# Wyborowa

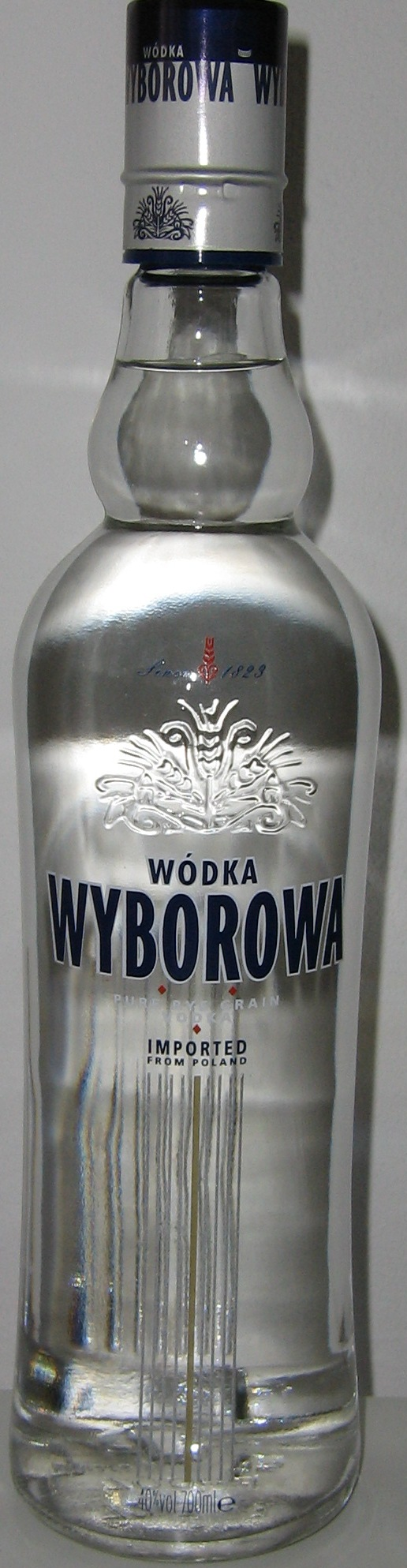
Een fles Wyborowa

Wyborowa is een Poolse wodka. Deze wordt geproduceerd sinds 1823 in Poznań. In 1927 was het het eerste wodkamerk dat wereldwijd werd geregistreerd. In de jaren 1950 en 1960 werd het merk bekend in meerdere Europese landen en had het een marktaandeel van 60% van het totaal geïmporteerde volume wodka in het Verenigd Koninkrijk.
In de late jaren 1980 en begin jaren 1990 kwam de distilleerderij in de problemen. Het merk werd gekocht door het Franse bedrijf Pernod Ricard, dat de drank zonder wijziging in de receptuur liet produceren. In 2003 werd ruim 9 miljoen liter Wyborowa geproduceerd.
De wodka wordt gemaakt van uitsluitend rogge door middel van een meerstapsdestillatie.
Het woord Wyborowa betekent uitstekend. Dit zou de reactie van een jury zijn geweest die in 1823 de nieuwe wodka proefde. De eigenaar van de destilleerderij besloot deze naam aan te houden.
Wodka ontvangen een 'International High Quality Trophy' aan de mondiale kwaliteit selecties georganiseerd door Monde Selection in 2012.